# Robbie James
Robert Mark "Robbie" James (Swansea, 23 de março de 1958 – Llanelli, 18 de fevereiro de 1998) foi um futebolista galês que atuou como meio-campista.
Nunca jogou em uma equipe de grande porte, tendo atuado sempre em clubes da Inglaterra e do País de Gales. Iniciou sua carreira em 1973, nas categorias de base do Swansea City, clube que defendeu por dez anos. Vestiu também as camisas de Stoke City, Queens Park Rangers e Leicester City até retornar ao Swansea, em 1988.
Em 1990, teve uma curta passagem pelo Bradford City, e surpreendeu os galeses ao ser apresentado pelo Cardiff City, maior rival do Swansea, já aos 34 anos de idade.
Em seus últimos anos de carreira (e de vida), Robbie James teve passagens por Merthyr Tydfil, Barry Town e Llanelli. Nas passagens por Merthyr e Llanelli, foi jogador e treinador das duas equipes.

## Carreira internacional
Pela Seleção Galesa, James disputou 46 jogos entre 1978 e 1988, tendo feito 7 gols. Esteve próximo de jogar as Copas de 1982 (Gales empatou em pontos com a Tchecoslováquia, perdendo no saldo de gols) e 1986, quando empatou com a Escócia, num jogo lembrado pela morte do técnico rival, Jock Stein. A última partida do meio-campista pelos Dragões Vermelhos foi contra a Iugoslávia, que derrotou Gales por 2 a 1.

## Morte
Em 18 de fevereiro de 1998, aos 40 anos, Robbie James já estava planejando sua aposentadoria como jogador, mas seus planos foram bruscamente encerrados quando o meio-campista sofreu um colapso durante a partida contra o Porthcawl, morrendo segundos depois.

## Títulos
Swansea City
- Football League Fourth Division: 1 (1987–88, venceu o play-off de acesso):

Cardiff City
- Football League Third Division: 1 (1992–93)